# Sicklaberget

Sicklaberget ligger i bostadsområdet  Jarlaberg i Nacka kommun, Stockholms län. 
Sicklaberget är med en höjd av 72,5 meter över havet Nackas näst högsta berg. Berget reser sig ovanför Nacka strand med sin norra sluttning ner till Stockholms inlopp. Berget bebyggdes mellan 1987 och 1988 med bostadsområdet Jarlaberg och bergets högsta naturliga punkt ligger ungefär vid Fyrspannsvägen 51. Utsikten från berget är numera förbyggd av bostadshus mot öster, söder och väster. Mot norr däremot har man en vidsträckt vy över Stockholms inlopp, Södra Djurgården, Lilla Värtan och Lidingö. 